# São Tomé e Príncipe nos Jogos Paralímpicos
São Tomé e Príncipe participou pela primeira vez nos Jogos Paralímpicos em 2016 no Rio de Janeiro, Brasil, onde foi representado unicamente por um atleta nas provas de pista e campo. São Tomé e Príncipe nunca participou dos Jogos Paralímpicos de Inverno e nunca ganhou uma medalha paralímpica.

## Resultados
| Nome           | Jogos    | Desporto  | Prova                      | Resultado   | Posição          |
| -------------- | -------- | --------- | -------------------------- | ----------- | ---------------- |
| Alex dos Anjos | Rio 2016 | Atletismo | 100 metros T47 – masculino | Não iniciou | Não avançou      |
| Alex dos Anjos | Rio 2016 | Atletismo | 400 metros T47 – masculino | 50,94       | 3.º, não avançou |